# François Gourdon
François Gourdon, né le 24 août 1968 à Chanzeaux (Maine-et-Loire), est un prélat catholique français, évêque de Saint-Dié depuis le 20 février 2025.

## Biographie

### Formation
Après avoir fini ses études secondaires à l'Institution Mongazon d'Angers, François Gourdon étudie les mathématiques appliquées aux sciences sociales à l'université d'Angers. Il entre ensuite au Grand séminaire Saint-Jean, d'abord à Angers puis à Nantes, où il étudie la philosophie et la théologie. 
Entre 2011 et 2013, il poursuit ses études à l'Institut d'études théologiques, en Belgique, où il obtient une licence canonique de théologie en ecclésiologie.

### Prêtre
Il est ordonné prêtre le 29 juin 1997 pour le diocèse d'Angers. De 1997 à 2003, il est prêtre coopérateur de la paroisse de Baugé et également coopérateur de 2000 à 2003 dans les paroisses de Noyant et de Durtal. 
Il est ensuite nommé curé des paroisses de Cholet, de La Tessoualle et de La Séguinière, fonction qu'il occupe en 2011. De 2003 à 2011, il est de plus aumônier des lycéens et étudiants du secteur de Cholet. De 2004 à 2012, il est membre du conseil épiscopal du diocèse d'Angers.
Durant ses études en Belgique, il est aussi supérieur-adjoint de la Maison Sainte-Thérèse à Bruxelles. 
En 2013, il revient au diocèse d'Angers, en tant que curé de Durtal et de Seiches-sur-le-Loir, fonction qu'il occupe jusqu'en 2017. De 2014 à 2024, il est aussi membre du conseil presbytéral. Entre 2014 et 2017, il est vicaire épiscopal du Baugeois-Saumurois. 
En 2017, il est nommé curé de la paroisse de la cathédrale Saint-Maurice. À partir de cette date, il enseigne au Grand séminaire Saint-Jean à Nantes en tant que chargé de cours sur le sacrement de l'ordre. Entre 2017 et 2023, il est aussi vicaire épiscopal pour les doyennés d'Angers. Il est également doyen d'Angers-Centre entre 2021 et 2023. En 2022, il est nommé adjoint du directeur diocésain de l'enseignement catholique et membre du collège des consulteurs du diocèse. En 2024, il est en plus nommé administrateur de la paroisse Saint-Laud.

### Évêque
Le 20 février 2025, le pape François le nomme évêque de Saint-Dié, diocèse vacant depuis la mort de Didier Berthet en septembre 2023,.
Il est ordonné évêque le 22 mars 2025 à Épinal, dans l'église Notre-Dame-au-Cierge. Il reçoit la consécration épiscopale des mains de Jean-Luc Bouilleret, archevêque métropolitain de Besançon, assisté d'Emmanuel Delmas, évêque du diocèse d'Angers, et de Joël Mercier, archevêque titulaire de Rota, secrétaire émérite de la Congrégation pour le clergé, en présence de Celestino Migliore, Nonce apostolique en France. Le 25 mars 2025, il prend possession de la cathèdre en la cathédrale Saint-Dié de Saint-Dié-des-Vosges.
Il choisit pour devise épiscopale « Le semeur est sorti pour semer » (Lc 8,5).

## Blason
"Coupé d'argent et de sinople, au coeur vendéen de gueules et à la croix d'Anjou (et de Lorraine) d'azur en chef et à la gerbe de 3 épis d'or en pointe"